# الأخضر الإبراهيمي
الأخضر الإبراهيمي (1 يناير 1934 -)، سياسي ودبلوماسي جزائري. كان الإبراهيمي وزيراً للخارجية بين عامي 1991-1993، كما كان مبعوثا للأمم المتحدة في أفغانستان والعراق ومؤخراً، عين الإبراهيمي مبعوثًا مشتركًا للجامعة العربية والأمم المتحدة إلى سوريا عام 2012، بهدف إيجاد حل لسفك الدماء والحرب الأهلية، خلفاً للأمين العام السابق للأمم المتحدة كوفي عنان الذي استقال.

## المناصب التي تقلدها
- بدأ رحلته الدبلوماسية بتمثيل جبهة التحرير الوطني في جاكارتا (1954-1961) أي إبان الثورة الجزائرية.
- أول سفير للجزائر في القاهرة بعد الاستقلال.
- مسؤول سامٍ في الجامعة العربية (1984-1991)
- مبعوث للأمم المتحدة في لبنان 1989.
- مبعوث الجامعة العربية إلى لبنان (1989-1992)
- وزير خارجية الجزائر (1991-1993)
- مبعوث للأمم المتحدة في اليمن 1994
- مبعوث للأمم المتحدة في العراق 2004.
- مبعوث للأمم المتحدة في سوريا 2012.

## بداية تمثيله الدبلوماسي لدى الأمم المتحدة
كان الأخضر الإبراهيمي مبعوثاً للأمم المتحدة إلى هايتي وجنوب إفريقيا واليمن وزائير في الفترة الممتدة بين عامي 1994-1996، وفي السنوات الأخيرة كلف من طرف الأمم المتحدة لحل تفاوضي في العديد من بؤر التوتر والتي كللت في العديد من الأزمات بنجاح، وبين عامي 1997 حتى عام 1999 كان مبعوثاً أمميا لأول مرة إلى أفغانستان وفي أغسطس 2012 عين كمبعوث للأمم المتحدة إلى سوريا بعد استقالة كوفي عنان.

## روابط خارجية
- الأخضر الإبراهيمي على موقع IMDb (الإنجليزية)
- الأخضر الإبراهيمي على موقع الموسوعة البريطانية (الإنجليزية)
- الأخضر الإبراهيمي على موقع مونزينجر (الألمانية)
- الأخضر الإبراهيمي على موقع إن إن دي بي (الإنجليزية)
- الأخضر الإبراهيمي على موقع كينوبويسك (الروسية)